# Lorenzo Orsetti
Lorenzo Orsetti (Florença, 13 de fevereiro de 1986 — Al-Baghuz Fawqani, 18 de março de 2019), também conhecido como Orso (Urso em italiano) e Tekoşer Piling, foi um anarcocomunista e antifascista italiano de Florença que lutou com as Unidades de Proteção Popular (YPG) curdas na Síria.

## História
Orsetti foi chef e sommelier e trabalhou em diversos restaurantes em Florença. Ele se interessou pelo conflito de Rojava, pela luta do povo curdo contra o Estado Islâmico do Iraque e do Levante e a Revolução de Rojava. Ele conheceu Paolo Andolina, um ativista e anarquista italiano que lutou contra o Estado Islâmico com a YPG Internacional.
Em setembro de 2017, Orsetti viajou para a Síria, onde ingressou nas Unidades de Proteção Popular (YPG). Uma vez na Síria, ele fez amizade com vários voluntários antifascistas italianos que lutavam lá ao lado dos curdos. Ele conheceu militantes anarquistas e comunistas de todo o mundo, mas especialmente da Turquia, e esteve ligado ao coletivo anarquista IRPGF.[carece de fontes?]
Ao terminar seu treinamento militar, Orsetti ingressou em uma formação militar organizada pelo Partido Comunista da Turquia/Marxista-Leninista e lutou durante a Batalha de Afrin contra o Exército Turco e os jihadistas do Exército Nacional Sírio apoiado pela Turquia com outros internacionalistas como parte da TİKKO e AFFA (Anti-Fascist Forces in Afrin, Forças Antifascistas em Afrin).

## Morte
Orsetti foi morto em combate na manhã de segunda-feira, 18 de março de 2019, no vilarejo de Baghouz, na Síria. Ele estava naquela localidade lutando na Batalha de Baghuz Fawqani contra o último bastião do Estado Islâmico na Síria. Ele estava vinculado a uma unidade árabe das Forças Democráticas Sírias quando ele e seus camaradas foram mortos pelos jihadistas em uma emboscada. Sua morte foi anunciada pela mídia do Estado Islâmico e confirmada pela YPG e pela Tekoşîna Anarşîst (TA, Luta Anarquista), o grupo anarquista com o qual vinha operando nos últimos meses de vida.
Ao anunciar sua morte, seus camaradas compartilharam o último testamento de Orsetti, ao explicar por que havia decidido viajar para a Síria e seus motivos ideológicos.
O corpo de Orsetti foi retornado a Florença em junho de 2019 e foi enterrado no Cimitero delle Porte Sante.

## Homenagens
Uma biblioteca da estação ferroviária de Berceto, perto de Parma, foi batizada em sua homenagem.
O município de Roma aprovou uma moção para nomear um parque comunal chamado Parco Nomentano em sua homenagem, tornando-se Parco Nomentano Lorenzo Orsetti Partigiano. A cerimônia aconteceu durante um festival organizado no parque, anunciando: “Há cinco anos voltamos os holofotes para esta área verde que estava abandonada: hoje será dedicada a um partisan de nossa época, Lorenzo 'Orso' Orsetti, que faleceu na Síria enquanto lutava contra o ISIS ao lado das forças democráticas curdas. A luta pela liberdade não tem fronteiras nem limites, foi o que Lorenzo nos ensinou.”
Em setembro de 2019, o município de Florença aprovou planos para nomear uma rua em sua homenagem. A moção foi proposta por vereadores municipais de esquerda e contestada pela direitista Liga Norte, com a abstenção dos partidos nacionalistas Irmãos de Itália, que discordaram em chamá-lo de partisan e em retratá-lo como um herói.
Em novembro de 2019, um bar e espaço social em Prato, Toscana, juntou-se à rede Arci e rebatizou o bar em dedicatória a Orsetti, passando a ser a Casa del Popolo Lorenzo Orsetti. A inauguração aconteceu no sábado, dia 9 de novembro de 2019, na presença de familiares e amigos de Orsetti.